# Agriade saint-gilloise
L'agriade saint-gilloise est un mets typique de la région de Saint-Gilles, dans le Gard, et du bas Rhône, à base de paleron et d'oignons, longtemps mitonné.

## Appellation
Elle est quelquefois déformée en aigriade, ou aigrillade saint-gilloise, le plus souvent en « grillades saint-gilloises », ce qui prête à confusion, étant donné que ce n'est pas une grillade revenue à la cocotte.

## Origine
C'est un mets traditionnel que les bateliers du Rhône et autres paysans camarguais prenaient comme repas sur leur lieu de travail. Il est préparé à base de paleron et d'oignons, longtemps mitonné, et ce bœuf à la gardianne a l'avantage, comme toute daube, d'être encore meilleur réchauffé.

## Composition
Il se compose de paleron coupé en tranche, d'oignons, huile d'olive, câpres, cornichons, anchois, ail et persil. La viande doit d'abord mariner pendant 24 h dans du vin blanc sec et se cuire le lendemain, à feu très doux, pendant 4 à 5 heures. On place sur un fond d'huile d'olive, et par couches, oignons, viande recouverte d'ail, anchois, persil, cornichons et câpres, ainsi de suite. Le tout est recouvert du vin de la marinade. Ce mets s'accompagne de riz de Camargue ou, à défaut, de pommes de terre.